# Daybreak (serie de televisión)
Daybreak fue una serie de televisión web de comedia dramática posapocalíptica creado por Brad Peyton y Aron Eli Coleite, basado en la saga de cómics homónima de Brian Ralph que se estrenó el 24 de octubre de 2019 en Netflix. El 16 de diciembre de 2019, la serie fue cancelada.

## Sinopsis
La ciudad de Glendale, California, está poblada por bandas de deportistas merodeadores, jugadores, el Club 4-H y otras tribus temibles que están luchando por sobrevivir a raíz de una explosión nuclear en la noche del baile.

## Reparto
- Colin Ford como Josh Wheeler
- Alyvia Alyn Lind como Angelica Green
- Austin Crute como Wesley Fists
- Matthew Broderick como Michael Burr
- Sophie Simnett como Samaira «Sam» Dean
- Gregory Kasyan como Eli Cardashyan
- Krysta Rodríguez como la Srta. Crumble
- Jeanté Godlock como Mona Lisa
- Cody Kearsley como Turbo Bro Jock

## Producción

### Desarrollo
El 26 de julio de 2018, se anunció que Netflix ordenó una serie titulada Daybreak compuesta por 10 episodios de Aron Eli Coleite y Brad Peyton. Coleite se desempeña como creador, productor ejecutivo y showrunner, y Peyton será creador, director y productor ejecutivo junto a Jeff Fierson. El 12 de septiembre de 2019, se anunció que la serie se estrenaría el 24 de octubre de 2019. El 16 de diciembre de 2019, se anunció que la serie fue cancelada.

### Casting
En octubre de 2018, se anunció que Matthew Broderick, Colin Ford, Alyvia Alyn Lind, Sophie Simnett, Austin Crute, Gregory Kasyan, Krysta Rodríguez, Cody Kearsley y Jeante Godlock fueron elegidos en roles principales.

### Rodaje
La fotografía principal tuvo lugar en Albuquerque, Nuevo México de octubre de 2018 a abril de 2019.